# Skarveskjera
Skarveskjera est une île norvégienne du comté de Hordaland appartenant administrativement à Ågotnes.

## Description
Il s'agit d'un rocher à fleur d'eau qui s'étend sur environ 57 m de longueur pour une largeur approximative de 14 m. 